# Station Kłodnica
Station Kłodnica is een spoorwegstation in de Poolse plaats Kłodnica.